# Thermonotus rufipes
Thermonotus rufipes là một loài bọ cánh cứng trong họ Cerambycidae.